# Isaac Mekler
Isaac Mekler Neiman (Lince, 9 de julio de 1959) es un abogado y político peruano de ascendencia judía. Fue congresista de la república por el Callao durante el periodo 2006-2011.

## Biografía
Nació en el distrito de Lince, ubicado en la ciudad de Lima, el 9 de julio de 1959.
Realizó sus estudios primarios y secundarios en el Colegio León Pinelo de Lima. Posteriormente ingresó a la Pontificia Universidad Católica del Perú donde estudió la carrera de Derecho desde 1977 hasta 1982. Estudió también en la Universidad Peruana de Ciencias Aplicadas la carrera de Derecho entre los años 1999 y 2005.
Laboró como gerente en Papeles Especiales S.A y en Exportaciones S.A. También fue asistente de gerencia en el Sindicato Pesquero del Perú. Fue vicepresidente de la Unión Israelita del Perú y luego presidente de la Asociación Judía del Perú.

## Carrera política
Fue militante del Partido Humanista Peruano donde solicitó licencia para participar en el año 2006.

### Congresista de la República
En las elecciones parlamentarias del 2006, postuló al Congreso de la República por la alianza entre Unión por el Perú y el Partido Nacionalista Peruano representando al Callao. Fue elegido como congresista, con 12,503 votos, para el periodo parlamentario 2006-2011.
Durante su labor parlamentaria, fue presidente de la Comisión Especial "Cambio Climático Y Biodiversidad" (2006-2011), secretario de la Comisión de Relaciones Exteriores (2007-2008), presidente de la Comisión de Producción, Micro y Pequeña Empresa (2007-2008) y varias comisiones. Fue también vocero de la bancada nacionalista.
El 12 de junio del 2006, Mekler renunció junto con Carlos Torres Caro de Unión por el Perú ante una postura negativa de Ollanta Humala; sin embargo, el 15 de junio, se volvió a incorporar las filas de dicho partido.
Nuevamente por discrepancias con Ollanta Humala, el 1 de octubre del 2009 renunció definitivamente al Partido Nacionalista Peruano. Sin embargo, Mekler se afilió a la bancada de Alianza Nacional conformada por los 3 congresistas de Solidaridad Nacional e independientes.
Luego de culminar su gestión, Mekler postuló a la reelección en las elecciones parlamentarias del 2011 por la Alianza Solidaridad Nacional y ejerció como vocero de Luis Castañeda Lossio, sin embargo, no resultó reelegido como parlamentario. De igual manera en las elecciones parlamentarias del 2016 como miembro de Alianza para el Progreso, donde también fue defensor de César Acuña.